# Annie Proulx
Edna Annie Proulx (Norwich, Connecticut, Estados Unidos, 22 de agosto de 1935) es una escritora estadounidense. Firma sus historias y libros como Annie Proulx.
Su historia corta Brokeback Mountain, publicada en la revista The New Yorker el 13 de octubre de 1997, fue llevada al cine, tras múltiples contratiempos, por Ang Lee (Brokeback Mountain, 2005).  En 2001 su novela The Shipping News fue llevada al cine como Atando cabos.

## Estilo
Su especialidad son los relatos cortos de temas costumbristas, en los que consigue comprimir múltiples acciones y anécdotas con descripciones certeras. Reside desde hace años en un entorno rural, lo que le permite conocer bien la mentalidad y circunstancias de la población más modesta. Sus relatos describen tanto la brutalidad y franqueza de las gentes, como su honestidad y capacidad de sacrificio. La inclusión de actos rocambolescos, casi inverosímiles, así como ciertas pinceladas de fantasía, permiten etiquetar su estilo como «realismo mágico». Proulx sabe describir la belleza de los paisajes con un rico vocabulario, pero no cae en el romanticismo, y sus frases cortas, con la crueldad descrita de modo sarcástico, son calificadas de «puñetazos» por los lectores.

## Premios
- Ganó el premio Pulitzer y Premio Nacional del Libro con su segunda novela The Shipping News (1993)[2][4]
- Ganó dos veces el Premio O. Henry a la mejor historia corta del año:
  - En 1998, por Brokeback Mountain, y
  - En 1999, por The Mud Below, que apareció en dos entregas en la misma revista, The New Yorker, el 22 y el 29 de junio de 1999.

Ambas historias se publicaron en España en la colección de historias cortas Close Range: Wyoming Stories (en castellano: Brokeback Mountain: En terreno vedado).

## Brokeback Mountain
Brokeback Mountain es un relato corto (de unas 30 páginas) que condensa a la perfección el estilo de Proulx. Aunque los hechos del relato (y el mismo lugar que le da título) son ficticios, la escritora se basó en sucesos y costumbres del entorno rural en el que residía. También comentó, a raíz del rodaje de la película, que conocía a granjeros gais y que se había documentado para describir fielmente su problemática. La homosexualidad era un tabú en la América profunda de mediados del siglo XX.
La comparación entre el relato original de Proulx y la película de Ang Lee arroja múltiples diferencias. Los escritores Larry McMurtry y Diana Ossana, conocedores de la mecánica del guion de cine, supieron adaptar el breve argumento al formato clásico del epic, película de grandes emociones en amplios paisajes, que es capaz de persuadir a públicos heterogéneos. Para ello, tuvieron que convertir un suceso particular y más bien agridulce, en un melodrama con protagonistas descritos como héroes inmersos en un entorno hostil.
Annie Proulx había escrito Brokeback Mountain con el mismo estilo descriptivo de sus demás relatos. Los protagonistas no son héroes, sino muchachos de pocos estudios, escasos modales y perspectivas de futuro muy limitadas. Proceden de familias poco cohesionadas y no se prestan a expresar sus sentimientos, y mucho menos su intimidad sexual. No son atractivos; Jack Twist es descrito como escuálido y con mala dentadura. Proulx describe los hechos con frases sintéticas y deja que el lector construya mentalmente las partes omitidas.
Los guionistas McMurtry y Ossana conocieron el relato tan pronto como se publicó, en 1997. Ossana contó que «cuando lo leí, a partir del último tercio no paré de sollozar», y animó a su colega McMurtry a leerlo. Él afirmó: «No me gustan los relatos cortos, no los escribo ni suelo leerlos, pero en este caso, me sorprendí y al terminarlo pensé: Ojalá lo hubiese escrito yo». Ambos vieron que el argumento era ideal para una película, y se pusieron en contacto con Annie Proulx, quien les dio su aprobación. McMurtry, al igual que ella, había ganado el premio Pulitzer y conocía bien el ambiente rural americano.
Los dos guionistas enriquecieron el relato original hasta doblar su extensión, para que pudiese rodarse como un largometraje. Mantuvieron muchos de los diálogos casi intactos, añadieron bloques enteros de información y dieron un vuelco al tratamiento del argumento: de ser un relato costumbrista áspero y casi feísta, se convirtió en un melodrama clásico, con protagonistas atractivos dentro de personalidades diferentes, que viven momentos de pasión, de alegría, conflictos y una tragedia final. Proulx había remachado la parte final con una sentencia: «Hay que aguantarse». El nuevo guion, sin cambiar el desenlace trágico, reivindicaba el amor como una fuerza imparable.
En 2014 se estrenó en el Teatro Real de Madrid la adaptación operística del relato de Proulx. Ella misma fue la autora del libreto de la ópera, cuya música se debe a Charles Wuorinen.

### Crítica de la ceremonia de los Oscars por Annie Proulx
La película Brokeback Mountain, adaptación del relato corto de Annie Proulx, concurrió a los premios Oscar con ocho nominaciones, incluida la principal: Mejor película. Obtuvo finalmente tres premios, entre ellos el de mejor guion adaptado para Larry McMurtry y Diana Ossana, pero perdió el de Mejor película frente al filme de Paul Haggis, Crash, así como el de Mejor actor al que aspiraba Heath Ledger. A raíz de este hecho, Annie Proulx escribió una airada carta al periódico inglés The Guardian, donde criticaba duramente a la Academia de Artes Cinematográficas Americana y les recriminaba el palmarés de ese año.
Entre otras quejas, Proulx se lamentaba del galardón a Philip Seymour Hoffman, de quien decía que si bien su interpretación de Truman Capote en la película de mismo nombre era «brillante», no pasaba de ser otra cosa que una «imitación» de un personaje real. Se entiende que ella prefería el premio para Heath Ledger, porque encarnaba a un personaje ficticio que exigía construir una personalidad en lugar de imitar otra. Además, Proulx escribió que los miembros de la Academia eran los representantes de «la típica muchedumbre idiota de Los Ángeles» y que mostraron una «insufrible arrogancia» cuando no eligieron Brokeback Mountain como Mejor película. Proulx también se refirió a Crash como «Trash» («basura» en inglés), y comparó la ceremonia de los Oscars con «una gala de debutantes de un pequeño pueblo». Sugirió que los premios Oscar intentaban ser falsamente controvertidos, pero que como consecuencia de ello fueron homofóbicos por no honrar a Brokeback Mountain con el principal galardón. Era una película que había ganado muchos premios en la carrera hacia los Oscars (incluyendo el Globo de Oro para Mejor película dramática), precedentes que habitualmente se ratifican con el Oscar. También sugirió que la Iglesia de la Cienciología (Scientology) había tenido algo que ver con esa decisión.
A lo largo de su artículo, Proulx se refirió dos veces a los miembros de la Academia y a los espectadores de la velada como «Heffalump» (los elefantes enemigos de Winnie the Pooh), un insulto que dejó a algunos lectores perplejos. Debido a que el elefante es la mascota del Partido Republicano de Estados Unidos, la escritora quizás estaba sugiriendo que los miembros de la Academia mostraban sus simpatías de derechas cuando decidieron cuál de los filmes presentados se llevaría el galardón de mejor película del año. Este calificativo debe haber sido una sorpresa para los miembros de la Academia, ya que el presentador de la velada Jon Stewart evidenció un sentir general cuando bromeó diciendo «que en ningún sitio [salvo en los Oscars] uno podía ver a tantas estrellas rutilantes reunidas en el mismo sitio sin tener que hacer una donación al Partido Demócrata». Por eso quizás, con el calificativo de «Heffalump», Proulx estaba haciendo un paralelo social y cultural entre los miembros de la Academia y esas criaturas lentas, reticentes y cobardes que pueblan las historias de Winnie de Pooh.
El artículo también hacía una alusión a la canción ganadora de este año, It's Hard Out Here for a Pimp (La cosa está dura aquí para un chulo) perteneciente a la banda sonora del film Hustle & Flow, y la segunda canción hip-hop de la historia merecedora de un Oscar. A pesar la letra de la canción original fue suavizada, y el coro en vez de cantar «bitches» («zorritas» en inglés) cantaba «witches» («brujas»), Proulx siguió pensado que la actuación había sido «atroz y violenta». La canción principal de Brokeback Mountain (la balada country A love that will never grow old) no había sido nominada, porque según la normativa de los premios sonaba demasiado poco en la película.

## Obra literaria

### Ensayos
- Great grapes : grow the best ever (1980)
- Sweet & hard cider : making it, using it, & enjoying it (1980). Coautora junto a Lew Nichols.
- Plan and Make Your Own Fences & Gates, Walkways, Walls & Drives (1983)
- The Gourmet Gardener: Growing Choice Fruits and Vegetables with Spectacular Results (1987)
- Bird Cloud: A Memoir (2011)
- Foreword (2018) incluido en: Wild Migrations: Atlas of Wyoming's Ungulates. Alethea Y. Steingisser, Emilene Ostlind, Hall Sawyer, James E. Meacham, Matthew J. Kauffman, y William J. Rudd (Eds.)

### Novelas
- Postales (Postcards, 1992), Ed. Emecé, 1996. ISBN 8478882596
- Atando cabos (The Shipping News, 1993), Ed. Tusquets, 1995. ISBN 9788472239210
- Los crímenes del acordeón (Accordion Crimes, 1996), Ed. Tusquets, 1999. ISBN 8483101033
- Un as en la manga (That Old Ace in the Hole, 2002), Ed. Tusquets, 2005. ISBN 848310301X
- El bosque infinito (Barkskins, 2016), Ed. Tusquets, 2016. ISBN 9788490663370

### Relatos cortos
- Canciones del corazón y otras historias (Heart songs and other stories, 1988), Ed. Tusquets, 1997. ISBN 8483100398
- En terreno vedado: historias de Wyoming (Close Range: Wyoming Stories, 1999), Ed. Siglo XXI, 2000. ISBN 8432310557 (incluye "Brokeback Mountain", traducido como "En terreno vedado")
- Bad Dirt: Wyoming Stories 2, 2004.
- Fine Just the Way It Is: Wyoming Stories 3, 2008.
- Wyoming (2009) reúne todos los relatos que la autora ha dedicado al estado de Wyoming: Close range: Wyoming Stories, Bad Dirt: Wyoming Stories y Fine Just the Way it is: Wyoming Stories 3, exceptuando[11] tres relatos de Bad Dirt y cuatro de Fine Just the Way it is.